# Mahouš
Mahouš je obec v okrese Prachatice v Jihočeském kraji. Leží zhruba čtyři kilometry východně od Netolic, devatenáct kilometrů severovýchodně od Prachatic a necelých osmnáct kilometrů severozápadně od Českých Budějovic. Mahouš leží na přechodu Šumavského podhůří (okrsek Netolická pahorkatina) v Českobudějovickou pánev (okrsek Vodňanská pánev). Součástí obce je též osada Hlodačky, situovaná asi dva kilometry západo-jihozápadněji. Žije zde 163 obyvatel.

## Historie
První písemná zmínka o obci pochází z roku 1300.

## Obyvatelstvo
| Rok            | 1869 | 1880 | 1890 | 1900 | 1910 | 1921 | 1930 | 1950 | 1961 | 1970 | 1980 | 1991 | 2001 | 2011 | 2021 |
| -------------- | ---- | ---- | ---- | ---- | ---- | ---- | ---- | ---- | ---- | ---- | ---- | ---- | ---- | ---- | ---- |
| Počet obyvatel | 389  | 386  | 338  | 320  | 322  | 332  | 303  | 202  | 167  | 140  | 145  | 121  | 151  | 147  | 164  |
| Počet domů     | 60   | 62   | 61   | 60   | 60   | 61   | 60   | 61   | 47   | 50   | 46   | 53   | 55   | 65   | 64   |

## Obecní správa
Mezi lety 1869–1976 Mahouš byl obcí v okrese Prachatice (1869–1930), poté v okrese Vodňany (1950) a později opět v okrese Prachatice. Od 30. dubna 1976 do 23. listopadu 1990 patřil jako část obce k Němčicím a od 24. listopadu 1990 je opět samostatnou obcí. V letech 1960–1976 k obci patřily Hláska a Sedlovice.

### Obecní symboly
Dne 25. dubna 2018 bylo schváleno usnesením výboru pro vědu, vzdělání, kulturu, mládež a tělovýchovu udělení znaku obce. Znak byl obci udělen rozhodnutím předsedy Poslanecké sněmovny Parlamentu České republiky dne 3. května 2018 a vlajka byla obci udělena rozhodnutím předsedy PSP ČR dne 11. července 2019.

## Pamětihodnosti
- Výklenková kaplička směrem na Němčice
- Gotická boží muka na návsi
- Usedlost čp. 26
- Kovárna čp. 35
- Křížek na východním okraji obce
- Asi 1¾ kilometru východně od Mahouše se (již na území sousední obce Sedlec) rozkládá přírodní památka Velký Karasín pojmenovaná dle stejnojmenného rybníka.

## Rodáci
- Jan Evangelista Eybl (1882–1968), kněz a odbojář, předloha postavy kuráta Ibla z Haškova Švejka